# Битва за Ленінград
Блока́да Ленінгра́да (10 липня 1941 — 9 серпня 1944) — прийняте у радянській та згодом у російській військовій історіографії визначення військової кампанії, що точилася навколо спроби військ вермахту за сприяння союзників опанувати місто Ленінград під час Другої світової війни. Бойові дії охоплювали території Ленінградської області, Естонської СРСР, західної частини Калінінської області та південних регіонів Карелії. Кульмінацією та найбільш важливою й драматичною складовою цієї кампанії стала блокада Ленінграда німецькими, фінськими та іспанськими військами, яка тривала з 8 вересня 1941 року до 27 січня 1944 року (часткове блокадне кільце було прорване 18 січня 1943 року) — 872 дні.
Вважається, що битва за Ленінград була найтривалішою битвою у німецько-радянській війні, що складалася з п'яти етапів:
- Перший етап: бойові дії на далеких та близьких підступах до міста (10 липня — 30 вересня 1941);
- Другий етап: бойові дії в умовах блокади Ленінграда (8 вересня 1941 — грудень 1942);
- Третій етап: прорив блокади Ленінграда і бойові дії радянських військ після її прориву (січень-грудень 1943);
- Четвертий етап: розгром німецьких військ під Ленінградом та Новгородом. Повне звільнення Ленінграда від блокади (14 січня — 1 березня 1944);
- П'ятий: розгром фінської армії на північних підступах до Ленінграда на Карельському перешийку та у Південній Карелії. Бойові дії на нарвському напряму. Закінчення битви за Ленінград (10 червня — 9 серпня 1944)